# Luis Enrique Martínez (futbolista colombiano)
Para otros personajes, revisar: Luis Enrique
Luis Enrique Martínez Rodríguez (Necoclí, Antioquia, Colombia, 11 de julio de 1982), más conocido como Neco Martínez, es un exfutbolista colombiano. Se desempeñaba como portero y su último club fue el América de Cali.

## Datos
Debutó profesionalmente el día 23 de abril de 2000 jugando para el El Cóndor, allí recibió el que sería el primer gol de Radamel Falcao García que tenía tan solo 13 años de edad. 
Neco, es el único arquero profesional colombiano que ha logrado anotar un gol arco a arco, sucedió en el año 2006 en un partido amistoso entre la selección Colombia y su similar de Polonia.

## Selección nacional
Fue internacional con la Selección de Colombia entre 2003 y 2012, siendo convocado para 22 partidos y apareciendo en 7 partidos como titular. Fue por primera vez convocado a la selección por Francisco Maturana para disputar la Copa Confederaciones 2003 donde fue suplente,en 2005 sería nuevamente convocado por Reinaldo Rueda en dos partidos de Eliminatorias al Mundial de Alemania 2006, donde en los dos partidos fue suplente. Y no sería convocado por mucho tiempo hasta 2010 por Hernán Darío Gómez para disputar amistosos en ese mismo año. El 6 de junio de 2011 fue convocado por el entrenador Hernán Darío Gómez para jugar en la Copa América 2011 que se realizó en Argentina. Su papel durante el inicio de la copa fue excelente, ya que era el único portero del campeonato que no había encajado ningún gol en la fase de grupos, tras dos victorias y un empate. Posteriormente cometió 2 graves errores en el partido de los cuartos de final contra Perú que significaron la derrota de Colombia (2-0). Y aparecería por última vez con la selección en las Eliminatorias a Brasil 2014 el 10 de junio de 2012 en un partido frente a Ecuador donde se perdía por uno a cero y donde él sería suplente y Estuvo en Nacional hasta diciembre de 2016.
Marcó un gol de arco a arco, con la selección Colombia, en un amistoso contra Polonia en 2006. 
| # | Fecha              | Lugar            | Rival   | Gol | Resultado | Competencia |
| - | ------------------ | ---------------- | ------- | --- | --------- | ----------- |
| 1 | 30 de mayo de 2005 | Silesia, Polonia | Polonia | 2-0 | 2-1       | Amistoso    |

### Participaciones enCopas América
| Copa América      | Sede      | Resultado        | PJ | GR | VI |
| ----------------- | --------- | ---------------- | -- | -- | -- |
| Copa América 2011 | Argentina | Cuartos de final | 4  | -2 | 3  |

### Participaciones enCopa Confederaciones
| Copa Confederaciones      | Sede    | Resultado    | PJ                           | GR | VI |
| ------------------------- | ------- | ------------ | ---------------------------- | -- | -- |
| Copa Confederaciones 2003 | Francia | Cuarto lugar | 0 (5 partidos como suplente) | 0  | 0  |

### Participaciones enEliminatorias al Mundial
| Eliminatoria                           | Sede del Mundial       | Posición               | Resultado   | PJ                                 | GR | VI |
| -------------------------------------- | ---------------------- | ---------------------- | ----------- | ---------------------------------- | -- | -- |
| Eliminatorias Mundial de Alemania 2006 | Alemania               | 6°lugar 24pts          | Eliminado   | 0 (2 convocatorias como suplente)  | 0  | 0  |
| Eliminatorias Mundial de Brasil 2014   | Brasil                 | 2°lugar 30pts          | Clasificado | 0 (una convocatoria como suplente) | 0  | 0  |
| Total en Eliminatorias                 | Total en Eliminatorias | Total en Eliminatorias | 1/2         | 0                                  | 0  | 0  |

## Clubes
| Club                | País                | Año                 | Partidos |
| ------------------- | ------------------- | ------------------- | -------- |
| El Cóndor           | Colombia            | 2000                | 1        |
| Envigado F. C.      | Colombia            | 2001                | 2        |
| Atlético Huila      | Colombia            | 2001                | 5        |
| Guanacasteca        | Costa Rica          | 2002                | 7        |
| Envigado F. C.      | Colombia            | 2003                | 17       |
| Santa Fe            | Colombia            | 2003 - 2006         | 61       |
| Sakaryaspor         | Turquía             | 2006 - 2007         | 33       |
| Vestel Manisaspor   | Turquía             | 2008                | 2        |
| Sakaryaspor         | Turquía             | 2008 - 2009         | 10       |
| Once Caldas         | Colombia            | 2010 - 2012         | 76       |
| Envigado F. C.      | Colombia            | 2012                | 8        |
| Atlético Nacional   | Colombia            | 2013 - 2016         | 54       |
| América de Cali     | Colombia            | 2017                | 7        |
| Total en su carrera | Total en su carrera | Total en su carrera | 283      |

## Palmarés

### Campeonatos nacionales
| Título                | Club              | País     | Año  |
| --------------------- | ----------------- | -------- | ---- |
| Torneo Finalización   | Once Caldas       | Colombia | 2010 |
| Torneo Apertura       | Atlético Nacional | Colombia | 2013 |
| Copa Colombia         | Atlético Nacional | Colombia | 2013 |
| Torneo Finalización   | Atlético Nacional | Colombia | 2013 |
| Torneo Apertura       | Atlético Nacional | Colombia | 2014 |
| Torneo Finalización   | Atlético Nacional | Colombia | 2015 |
| Superliga de Colombia | Atlético Nacional | Colombia | 2016 |
| Copa Colombia         | Atlético Nacional | Colombia | 2016 |

### Torneos internacionales
| Título            | Club              | País     | Año  |
| ----------------- | ----------------- | -------- | ---- |
| Copa Libertadores | Atlético Nacional | Colombia | 2016 |